# Тісто
Ті́сто — кулінарний напівфабрикат, що являє собою суміш борошна (перемелених сухих плодів зернових або бобових культур) з водою, дріжджами, опарою чи закваскою та додатковою сировиною. Тісто є проміжним продуктом для виготовлення хлібобулочних, макаронних та деяких кондитерських виробів. Тісто може бути прісним або дріжджовим, листковим тощо.

## Види тіста
- Дріжджове тісто — використовують при виготовленні хлібобулочних виробів, поділяється на:
  - безопарне дріжджове;
  - здобне опарне;
  - листкове дріжджове.
- Листкове тісто — використовують при виготовленні тістечок, тортів, самси, поділяється на:
  - прісне листкове;
  - скороспіле листкове.
- Піскове тісто — використовують при виготовленні основ для тортів, а також різних тістечок та печива, поділяється на:
  - просте пісочне;
  - ароматизоване.
- Прісне тісто — тісто без розпушувачів, яке використовують для приготування вареників, пельменів, домашньої локшини, чебуреків, прісних коржів. Окремо можна виділити тісто філо — характерне для таких страв грецької кухні як баклава, бурек, тіропіта, спанакопіта тощо.
- Тісто на соді — на хімічних розпушувачах, використовують для виготовлення коржиків, печива, пиріжків, поділяється на:
  - солодке на сметані;
  - несолодке пиріжкове тісто.
- Бісквітне тісто — використовують переважно при приготуванні тортів, рулетів і тістечок, поділяється на:
  - бісквітне з підігрівом;
  - бісквітне без підігріву;
  - бісквітне масляне.
- Млинцеве тісто — рідке, в'язке тісто. Використовують для приготування млинців.
- Заварне тісто — для виготовлення тістечок еклер.
- Білково-збивне тісто — для виготовлення тістечок безе, меренги, київського торта, поділяється на:
  - просте білково-збивне;
  - з наповнювачами — мигдаль, волоські горіхи, кокосова стружка тощо.
- Медове тісто — тісто з додаванням меду та прянощів, використовують для випікання медовиків, пряників.
- Вафельне тісто — використовують для випікання вафельних листів.